# 蘭坦拿塔林足球會
蘭坦拿塔林足球會是位於愛沙尼亞哈爾尤縣維姆西市鎮的一家已解散的職業足球會，於1994年成立直至1999年解散。
蘭坦拿塔林前身為1994年由別洛夫家族收購的，他們最初的球衣顏色是黑白條紋襯衫，搭配黑色短褲和襪子。這支新球隊立即取得成功，第一年參加愛沙尼亞甲組聯賽就獲得亞軍，翌年更贏得冠軍；憑著愛沙尼亞聯賽首次參加歐洲賽，在1995–96年歐洲盃賽冠軍盃遇上拉脫維亞的美達雷斯，蘭坦拿塔林由於派出一名不合資格的球員以被輸0比3，最終在賽事出局。1996–97年賽季，蘭坦拿塔林成為衛冕聯賽冠軍，但在愛沙尼亞盃決賽中不敵塔林薩坦無法成為雙冠王。蘭坦拿塔林在1997年及1988年甲組聯賽獲得季軍，1999年獲得第六名後球會宣佈清盤解散。

## 球隊榮譽
- 爱沙尼亚足球甲级联赛

 冠軍 (2)：1995–96, 1996–97
- 愛沙尼亞超級盃

 冠軍 (1)：1997

## 歐洲賽成績
| 賽季      | 賽事           | 階段   | 對賽球會     | 首回合 | 次回合 | 總比數 |  |
| --------- | -------------- | ------ | ------------ | ------ | ------ | ------ |  |
| 1995–96   | 歐洲盃賽冠軍盃 | 外圍賽 | 美達雷斯     | 0–3    | 0–0    | 0–3    |  |
| 1996–97   | 歐洲盃賽冠軍盃 | 外圍賽 | 韋斯特曼納耶 | 2–1    | 0–0    | 0–3    |  |
| 1996–97   | 歐洲盃賽冠軍盃 | 資格賽 | 阿勞         | 0–4    | 2–0    | 2–4    |  |
| 1997–98   | 歐洲聯賽冠軍盃 | 外圍賽 | 爵士         | 0–1    | 0–2    | 0–3    |  |
| 1998–99   | 歐洲盃賽冠軍盃 | 外圍賽 | 赫斯         | 0–1    | 0–5    | 0–6    |  |
| 1999–2000 | 歐洲足協盃     | 外圍賽 | 古泰斯魚雷   | 0–5    | 2–4    | 2–9    |  |

## 外部鏈接
- 1999 Cup Winners' Cup Lantana Tallinn 0–1 Hearts (photos) （页面存档备份，存于）